# Подводный авианосец
Подводный авианосец — подводная лодка, несущая на борту авиацию.

## Япония
В японском флоте Второй мировой войны были подводные лодки больших размеров, способные транспортировать до нескольких лёгких гидросамолётов; подобные подводные лодки также строились во Франции.
Самолёты хранились в сложенном виде в специальном ангаре внутри субмарины. Взлёт осуществлялся в надводном положении лодки, после вывода самолёта из ангара и его раскладывания. На палубе в носовой части субмарины имелись специальные полозья катапульты укороченного старта, с которых самолёт поднимался в небо. После завершения полёта самолёт приводнялся, складывался и убирался обратно в ангар лодки.
В сентябре 1942 года самолёт Yokosuka E14Y, взлетевший с лодки I-25, совершил налёт на территорию штата Орегон (США), сбросив две 76-килограммовые зажигательные бомбы, которые, как предполагалось, должны были вызвать обширные пожары в лесных массивах, чего, однако, не произошло, и эффект был незначительным. Но нападение имело большой психологический эффект, так как не был известен способ атаки. Это был единственный случай бомбардировки континентальной части США за всю войну.
1. Проект J-1M — «I-5» (1 гидросамолет разведчик, запуск с воды)
2. Проект J-2 — «I-6» (1 гидросамолет разведчик, запуск с катапульты)
3. Проект J-3 — «I-7», «I-8» (-//-)
4. проект 29 тип «B» — 20 штук (-//-)
5. … тип «B-2» — 6 шт (-//-)
6. … тип «B-3» — 3 шт (лодки имели ангары, но самолетов никогда не несли — переоборудованы под «Кайтэн»)
7. Проект А-1 — 3 шт (1 гидросамолет разведчик, запуск с катапульты)
8. Тип I-400 — 3 шт (3 гидросамолёта Aichi M6A Seiran)
9. Тип «АМ» — 4 шт (2 гидросамолета бомбардировщика «Сэйран»(«Seiran»)) 2 не достроены.

Два последних типа были предназначены для ударов по Панамским шлюзам, но о их боевом применении как авианосцев нет сведений.

## Великобритания
После потери тяжеловооруженной лодки HMS M1 и ограничений на вооружение субмарин, введённых Вашингтонским морским соглашением в 1922 году, оставшиеся ПЛ типа «М» были переоборудованы для других целей. В 1928 лодка HMS M2 была оснащена водонепроницаемым ангаром и паровой катапультой и была приспособлена для взлёта и посадки небольших гидросамолётов. Субмарина и её самолёт могли использоваться в разведывательных целях в авангарде флота. В 1932 M2 затонула недалеко от Портленда и Британский ВМФ отказался от подводных авианосцев.

## Франция
Подводный крейсер Сюркуф 1930 года постройки погиб в 1942 году. Он был оснащён лёгким гидропланом в ангаре для разведывательной службы и корректировки огня главного калибра подлодки — двух 203-миллиметровых орудий.

## СССР
В 1937 году в ЦКБ-18 под руководством Б. М. Малинина велась разработка подводных лодок XIV бис серии (проект 41а), которые планировалось оснащать гидросамолётом «Гидро-1» (СПЛ, Самолёт для Подводной Лодки), разработанным в ОКБ Н. В. Четверикова в 1935 году. Ангар на лодке проектировался 2,5 метров в диаметре и 7,5 метров в длину. Самолёт имел полётную массу 800 кг и скорость до 183 км/ч. Подготовка самолёта к полёту должна была занимать около 5 минут, складывание после полёта — около 4 минут. Проект реализован не был.

## Настоящее время
В современном подводном кораблестроении подводная авиация не используется. В СССР был разработан проект разведывательного вертолёта Ка-56 «Оса», приспособленного к транспортировке в торпедном аппарате. В серию проект не пошёл из-за отсутствия в СССР подходящих роторных двигателей.
В США разрабатываются БПЛА для подлодок, в частности для переоборудованных в носители крылатых ракет подводных лодок типа «Огайо».